# Maison de la Mère Pourcel
La maison de la Mère Pourcel est une maison du XVe siècle et agrandie au XVIIIe siècle, située au n°3 de la place des Merciers à Dinan, dans le département des Côtes-d'Armor, en France. Il s'agit d'une des plus anciennes maisons de la ville.
Dans la nuit du 22 au 23 juin 2019, la maison est détruite par un incendie. 

## Historique

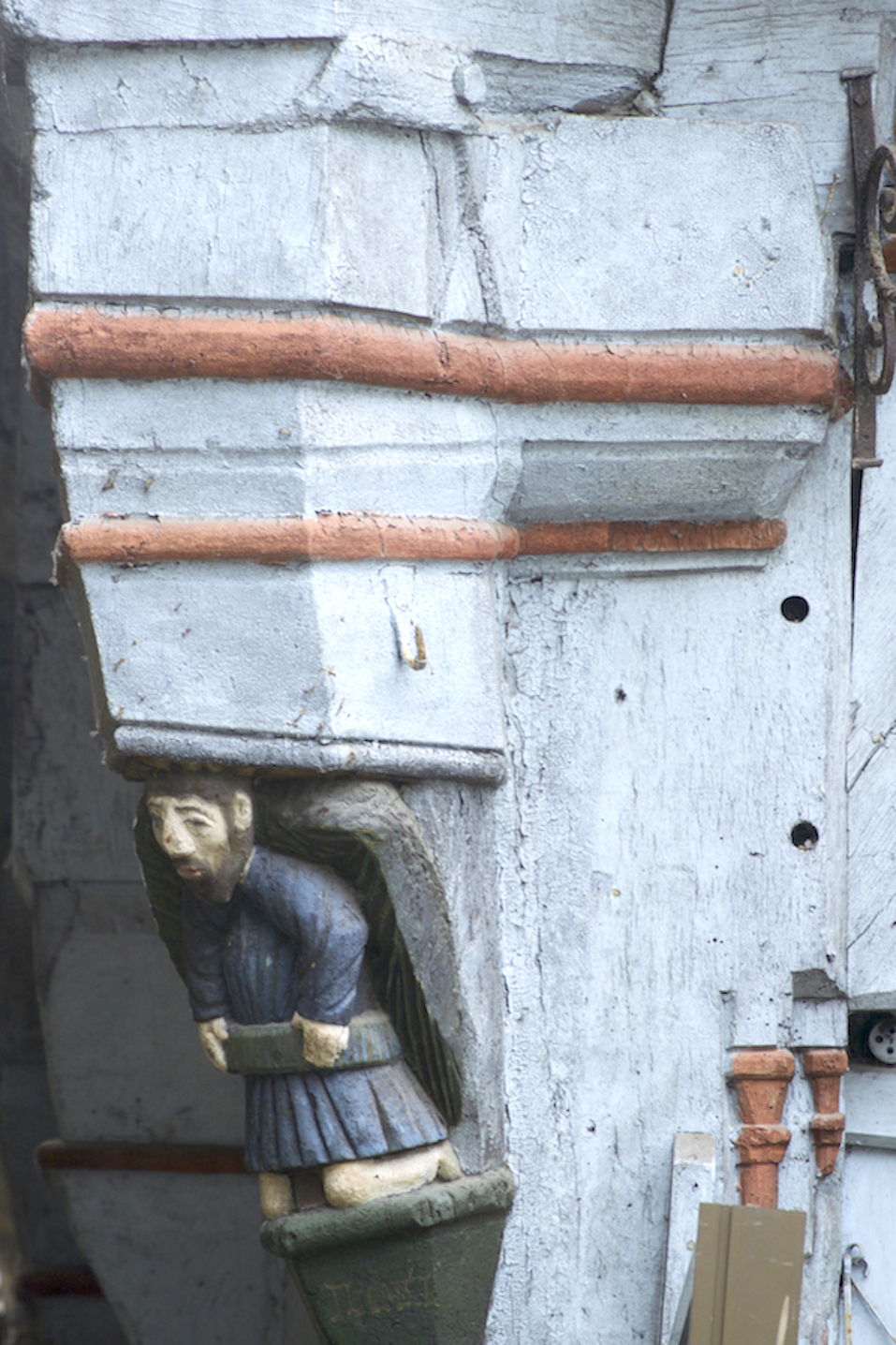
Poteau cornier

Une datation effectuée par dendrochronologie a permis de déterminer l'année 1458 comme celle de la construction de la maison. Son extension nord est serait constituée de bois abattus entre fin 1703 et début 1704. Il s'agit d'une des plus anciennes maisons de la ville. 
Ses façades et toitures font l'objet d'un classement au titre des monuments historiques par arrêté du 4 décembre 1961. Propriété de la ville, elle est aménagée en restaurant.

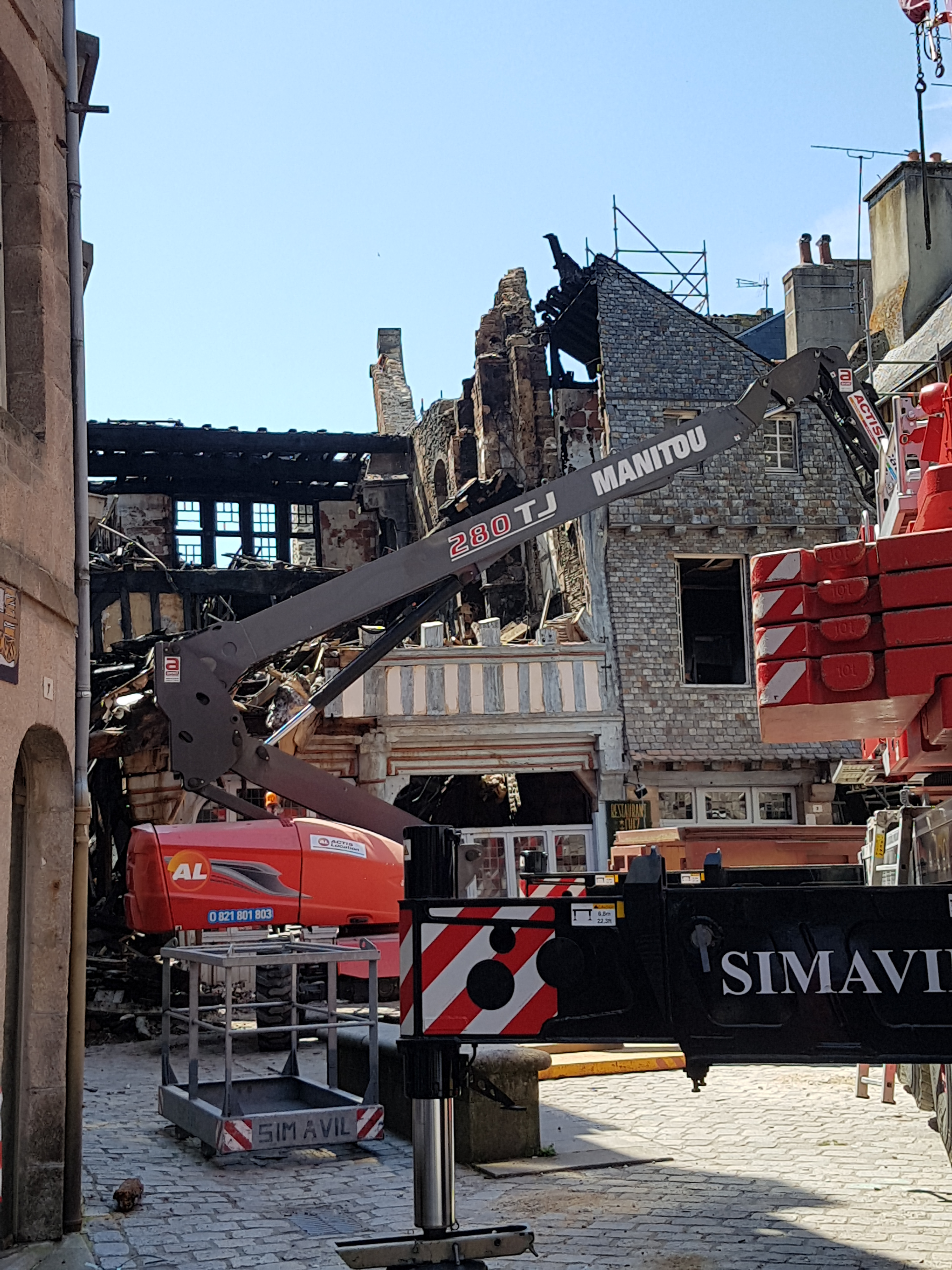
État de la maison au 6 juillet 2019, alors que le déblaiement est en cours.

Dans la nuit du 22 au 23 juin 2019, la maison est détruite par un incendie. Celui-ci s'est déclaré vers 4 h du matin et est détecté par l'alarme incendie. Le feu mobilise un dispositif étendu de 84 sapeurs-pompiers, un des soldats du feu est blessé par la chute d'une pièce de bois lors de l'intervention. Deux bâtiments voisins sont également touchés, au niveau des façades et toitures. Certains voisins sont relogés. À 6 h du matin, l'incendie est circonscrit. 
Le maire a déclaré souhaiter reconstruire le bâtiment. Il a pour cela le soutien de la région Bretagne et va lancer un appel aux dons via la fondation du patrimoine. Les travaux de déblaiement commencent le 25 juin et doivent permettre de récupérer et sécuriser les éléments architecturaux qui peuvent l'être. 